# إن إي سي نيميخن
إن إي سي نيميخن هو نادي كرة قدم هولندي تأسس عام 1900 بعد اندماج ناديي نايميغين وإندراخت الاندماج ليتم تكوين نادي (نيميخن إندراخت كومبيناتي) أو "إن إي سي"، ملعب غوفيرت أو كما يعرف بدي غوفيرت بين جماهير النادي تم تأسيسه عام 1939، ثم تم تجديده بالكامل في عام 1999، وهو يتسع لأكثر من 12,000 متفرج.

## روابط خارجية
قناة الجزيرة الرياضية